# Distrikt Abelardo Pardo Lezameta
Der Distrikt Abelardo Pardo Lezameta liegt in der Provinz Bolognesi in der Region Ancash in West-Peru. Der Distrikt wurde am 9. Januar 1956 gegründet. Benannt wurde der Distrikt nach Abelardo Pardo Lezameta, einem peruanischen Politiker, der aus diesem Gebiet stammte.
Die Distriktfläche beträgt 11,9 km². Beim Zensus 2017 wurden 260 Einwohner gezählt. Im Jahr 1993 lag die Einwohnerzahl bei 218, im Jahr 2007 bei 678. Die Distriktverwaltung befindet sich in dem 2096 m hoch gelegenen Dorf Llaclla mit 214 Einwohnern (Stand 2017). Llaclla befindet sich 16,5 km südlich der Provinzhauptstadt Chiquián.

## Geographische Lage
Der Distrikt Abelardo Pardo Lezameta liegt in der peruanischen Westkordillere im Süden der Provinz Bolognesi. Der Distrikt liegt am rechten Flussufer des nach Süden fließenden Río Pativilca.
Der Distrikt Abelardo Pardo Lezameta grenzt im Süden an den Distrikt Canis, im Westen an den Distrikt San Miguel de Corpanqui, im Norden an den Distrikt Ticllos, im Nordosten an den Distrikt Chiquián sowie im Osten an den Distrikt La Primavera.

## Geschichte
Der Distrikt Abelardo Pardo Lezameta wurde am 9. Januar 1956 durch das Gesetz 12534 unter der Regierung des Präsidenten Manuel Odría gegründet. Als Sitz der Distriktverwaltung wurde das Dorf Llaclla ausgewählt. In den neuen Distrikt wurden ebenfalls die Weiler Uclita und Pucutón eingegliedert.

## Politik
Der Gemeinderat des Distrikts besteht aus sechs Sitzen, von denen einer vom Bürgermeister besetzt ist. Der Bürgermeister sowie die Mitglieder des Gemeinderates werden alle vier Jahre in den peruanischen Kommunalwahlen gewählt. Bei der Kommunalwahl 2022 wurden der Bürgermeister und die Mitglieder des Gemeinderats für die Periode vom 1. Januar 2023 bis zum 31. Dezember 2026 gewählt. Zum Bürgermeister gewählt wurde Glirio Tomas Cotrina Retuerto der politisch linken Wahlkoalition Juntos por el Perú. Von den restlichen fünf Mitgliedern des Gemeinderats gehören vier ebenfalls Juntos por el Perú an, das fünfte Mitglied gehört der Regionalpartei Alianza Gobierno Unidad y Acción an.

## Verkehr
Der Distrikt Abelardo Pardo Lezameta ist über die Landesstraße (vía departamental) AN-112 an den Nachbardistrikt San Miguel de Corpanqui angebunden. Die Gemeindestraßen (vías vecinales) AN-1301 und AN-1302 zweigen von der AN-112 ab und führen nach Llaclla hinein. Über die AN-1302 ist der Distrikt an den Distrikt Canis angebunden.
Infolge von Erdrutschen sind Teile der AN-112 während starker Regenfälle unbefahrbar. Während dieser Zeiten ist der Distrikt Abelardo Pardo Lezameta von der Außenwelt abgeschnitten.